# Родионов, Евгений Иванович
Евге́ний Ива́нович Родио́нов (3 февраля 1928, Вышний Волочёк, Тверская губерния — 21 сентября 2020) — контр-адмирал в отставке, подводник. Военный историк, почётный член Российского общества историков-архивистов, член Ассоциации историков Второй мировой войны.

## Биография
Евгений Родионов родился 3 февраля 1928 года в Вышнем Волочке Тверской губернии. Отец — Иван Никанорович (1903—1972), батрачил в посёлке Борово, затем работал служащим в госбанке, перед войной — главный бухгалтер Центральной сберкассы, в июле 1941 года ушёл на фронт, после войны работал в контрольно-ревизионном управлении ГорФО. Мать — Вера Сергеевна (1908—1987), работала ткачихой на трикотажной фабрике «Парижская коммуна».
Родионов начал службу на Балтийском флоте в 1945 году. Во время Великой Отечественной войны занимался боевым тралением на Балтике. В 1948 году окончил Калининградское военно-морское подготовительное училище (с 1948 — Калининградское военно-морское училище), а в 1952 с отличием — 2-е Балтийское высшее военно-морское училище, сформированное на базе КВМУ. В 1956 году окончил специальные офицерские классы ВМФ по специальности командира подводной лодки, в 1965 — Военно-морскую академию, а в 1976 — Высшие академические курсы усовершенствования руководящего состава при Военной академии Генерального штаба.
Будучи на офицерской должности Родионов был командиром минной группы. После командовал дизельной подводной лодкой на Тихоокеанском флоте, а затем атомной подводной лодкой на Северном флоте. Выполнял спецзадания правительства СССР во время Египетско-израильского конфликта в 1967—1970 годах. В дальнейшем — в отделе подводного плавания Боевой подготовки ВМФ. С 1972 года на различных ответственных должностях в Генштабе ВС.
Был награждён орденами Красной звезды и «За службу Родине в Вооружённых Силах СССР» III степени, а также многими медалями. В 1990 году вышел в запас.
Является одним из авторов-составителей историко-статистического исследования «Гриф секретности снят: Потери Вооружённых Сил СССР в войнах, боевых действиях и военных конфликтах» (1993) и его расширенного переиздания «Россия и СССР в войнах XX века. Потери Вооружённых Сил» (2001). Также в составе авторского коллектива участвовал в создании четырёхтомника из серии сборников документов «Русский архив: Великая Отечественная» — «Ставка ВГК» (1996—1999) и четырёхтомника из той же серии — «Генеральный штаб в годы Великой Отечественной войны» (1998—2001).
Умер 21 октября 2020 года. Имел двух сыновей, оба подводники.